# سان مارتن فيسوبي
سان مارتن فيسوبي (بالفرنسية: Saint-Martin-Vésubie)‏ هي بلدية فرنسية تقع في إقليم الألب البحرية من منطقة بروفنس ألب كوت دازور في جنوب شرق فرنسا. تبلغ مساحة هذه المدينة 97.13 (كم²)، وترتفع عن سطح البحر 960 م، يبلغ عدد سكانها 1327 نسمة حسب إحصاء المعهد الوطني للإحصاء والدراسات الاقتصادية سنة 2009 م. وترأس غاستون فرانكو البلدية خلال فترة (2008-2014).

## معرض صور

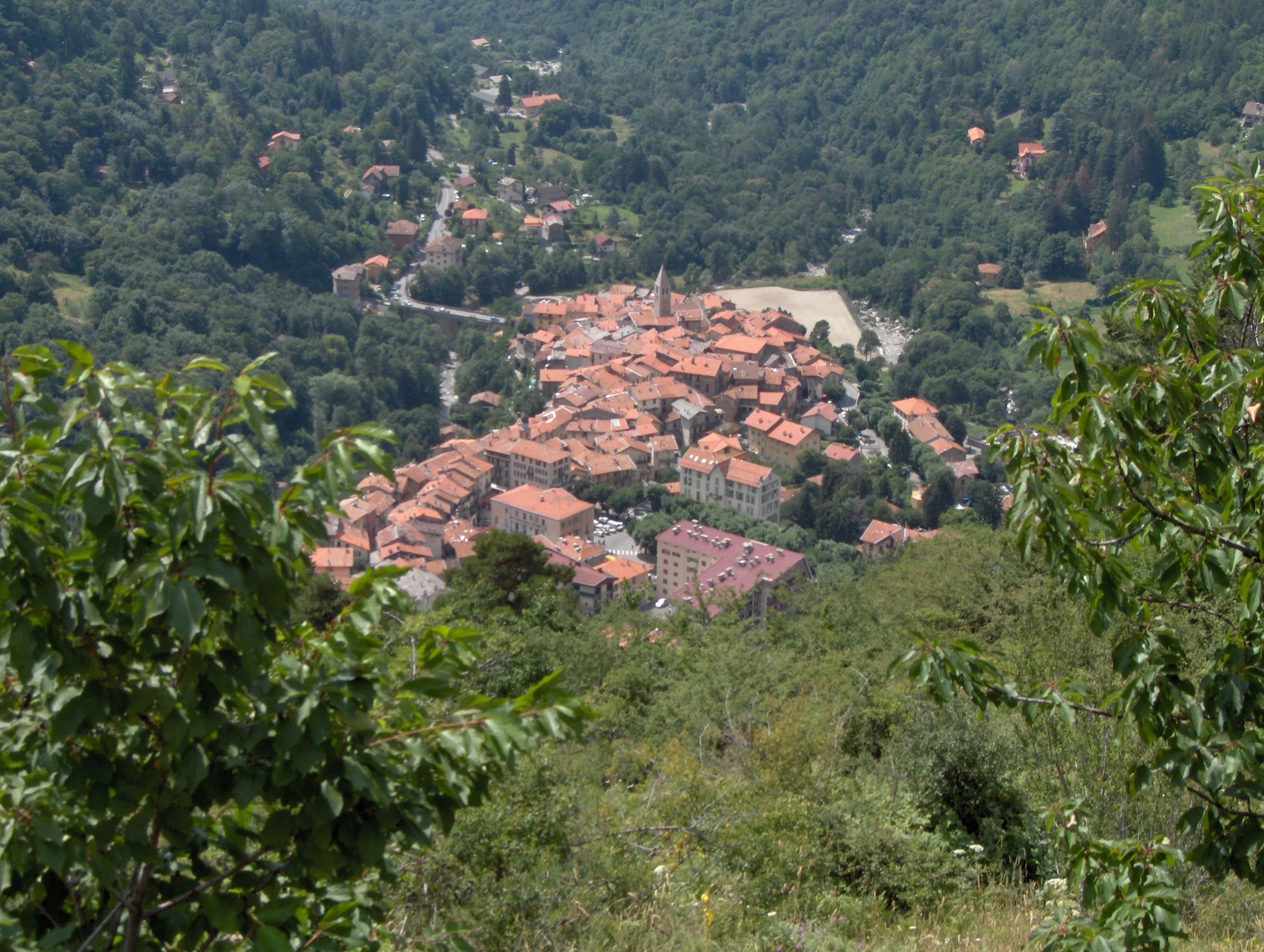
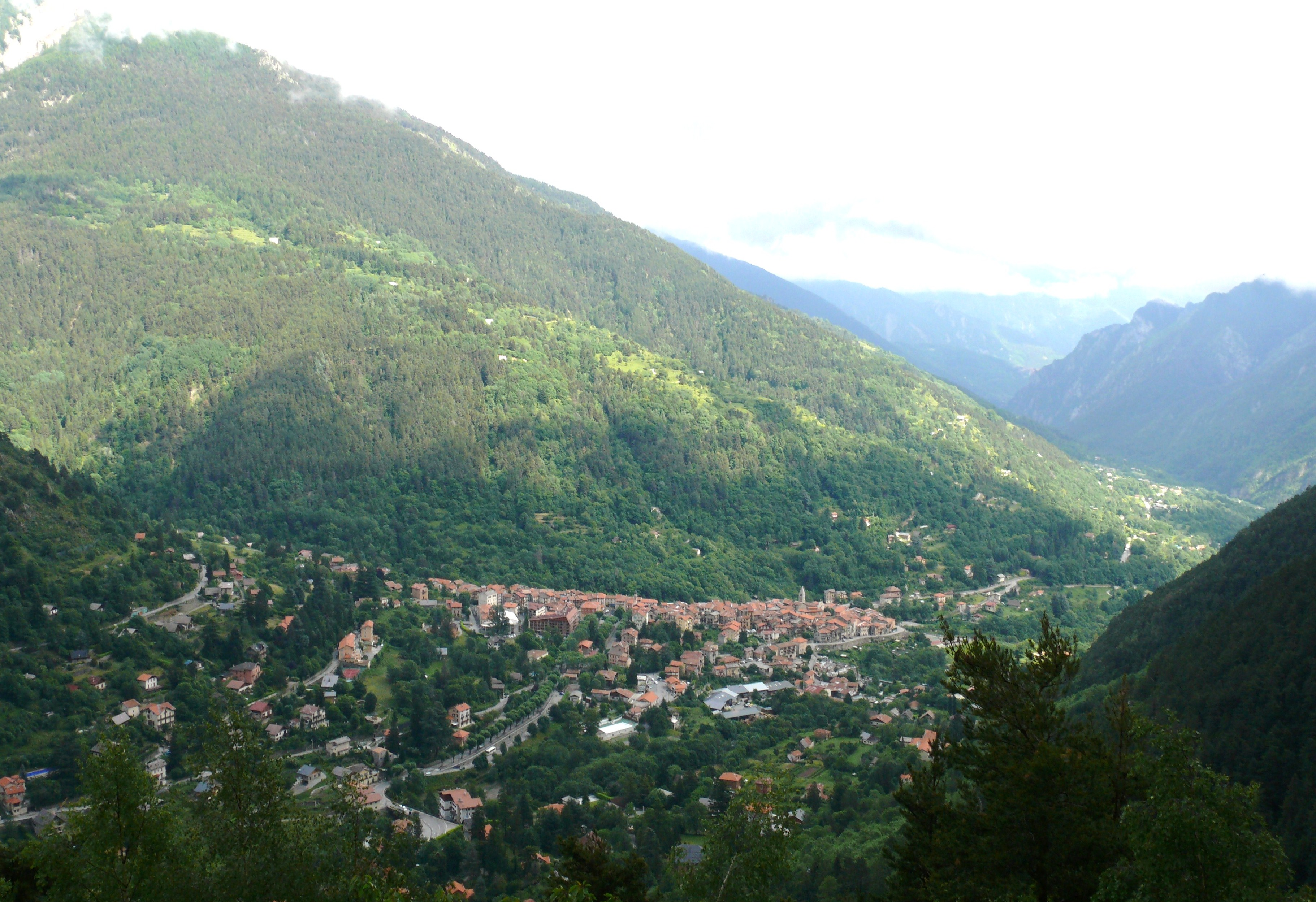
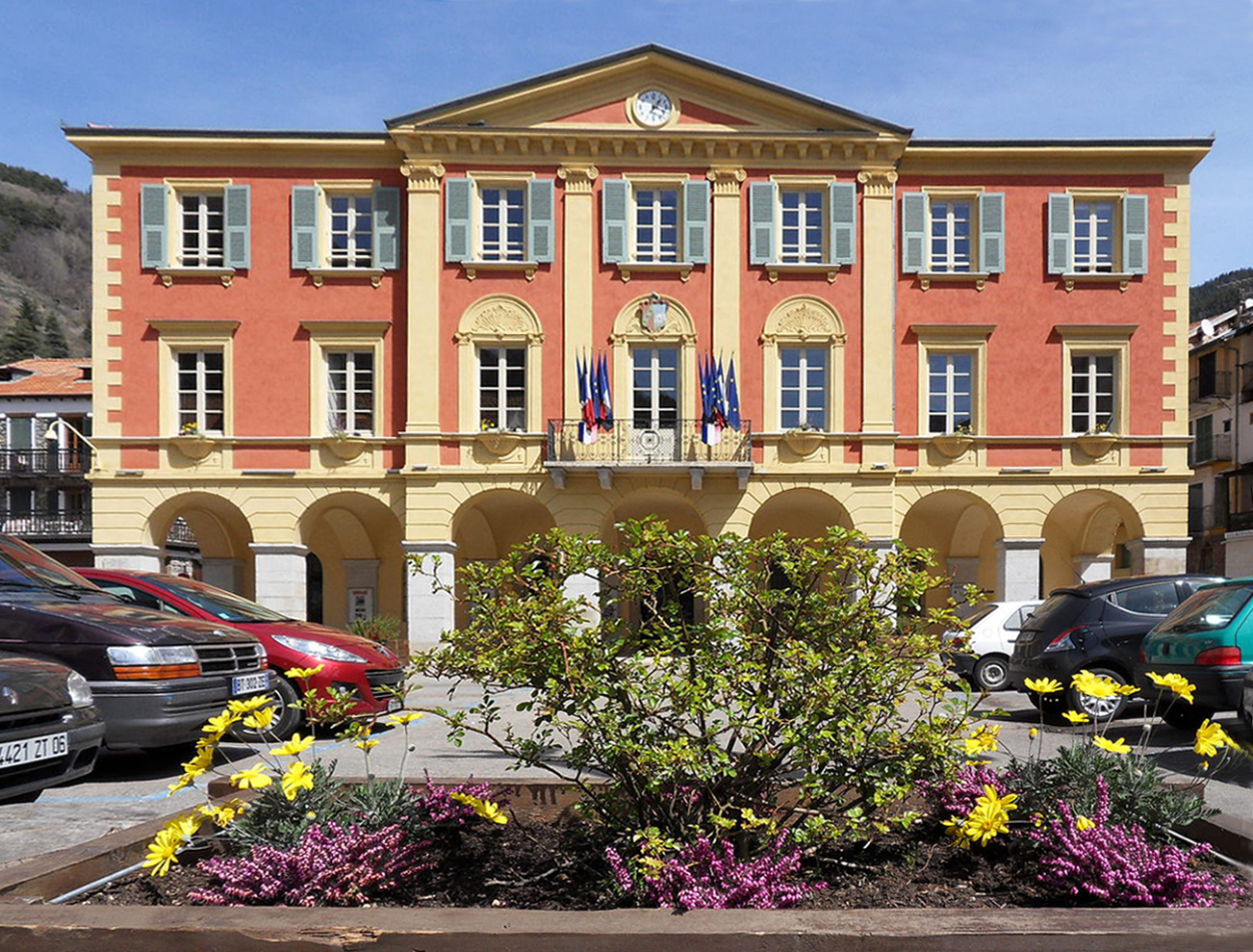
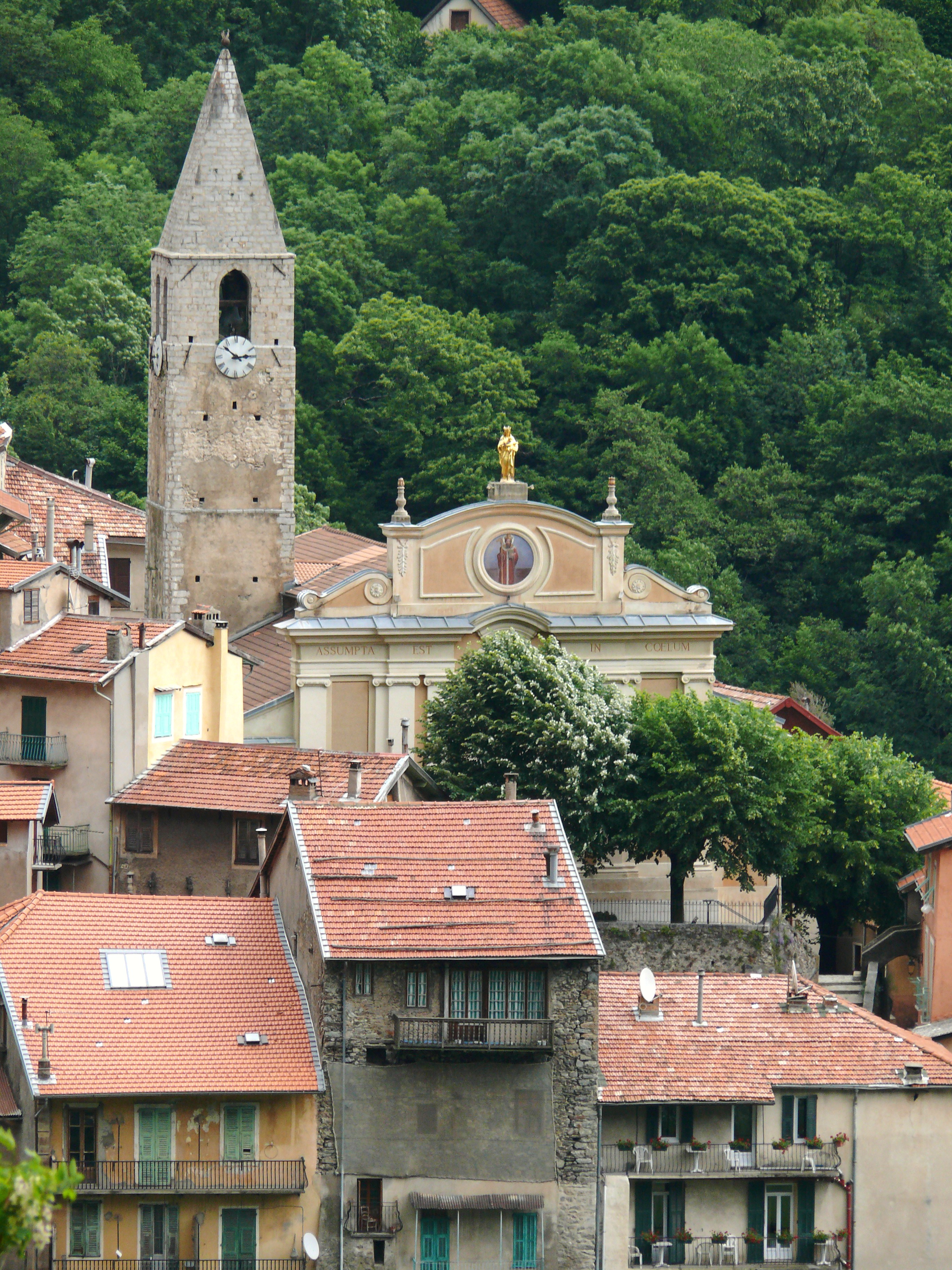

## وصلات خارجية
- صفحة البلدية على موقع المعهد الوطني للإحصاء والدراسات الاقتصادية